# Радикальный признак Коши
Радикальный признак Коши — признак сходимости числового ряда:
Если для числового ряда
{\displaystyle \sum _{n=0}^{\infty }a_{n}}
с неотрицательными членами существует такое число {\displaystyle q}, {\displaystyle 0<q<1}, что, начиная с некоторого номера, выполняется неравенство
{\displaystyle {\sqrt[{n}]{a_{n}}}\leqslant q},
то данный ряд сходится; если же, начиная с некоторого номера
{\displaystyle {\sqrt[{n}]{a_{n}}}>1}
то ряд расходится.
Если  {\displaystyle {\sqrt[{n}]{a_{n}}}=1}, то это сомнительный случай и необходимы дополнительные исследования.
Если же, начиная с некоторого номера, {\displaystyle {\sqrt[{n}]{a_{n}}}<1}, при этом не существует такого {\displaystyle q}, {\displaystyle 0<q<1}, что {\displaystyle {\sqrt[{n}]{a_{n}}}\leqslant q} для всех {\displaystyle n}, начиная с некоторого номера, то в этом случае ряд может как сходиться, так и расходиться.

## Предельная форма
Если существует предел
{\displaystyle \rho =\lim _{n\to \infty }{\sqrt[{n}]{a_{n}}}},
то рассматриваемый ряд сходится если {\displaystyle \rho <1}, а если {\displaystyle \rho >1} — расходится.
Замечание 1. Если {\displaystyle \rho =1}, то радикальный признак Коши не даёт ответа на вопрос о сходимости ряда.
Замечание 2. Если {\displaystyle \rho =1}, но последовательность {\displaystyle {\sqrt[{n}]{a_{n}}}} стремится к своему пределу {\displaystyle \rho } сверху, то ряд расходится.

## Доказательство
Если признак Коши выполняется для последовательности {\displaystyle \{a\}}, начиная с некоторого номера {\displaystyle N}, то можно рассмотреть подпоследовательность последовательности {\displaystyle \{a\}}, как раз начиная с этого номера. Ряд, составленный из такой подпоследовательности, будет сходиться. Но тогда будет сходиться и исходный ряд, поскольку конечное число {\displaystyle N-1} начальных членов последовательности {\displaystyle \{a\}} не влияет на сходимость ряда. В таком случае для упрощения доказательства имеет смысл принять {\displaystyle N=1}, то есть принять, что признак Коши выполняется для всех натуральных {\displaystyle n}.
1. Пусть для всех натуральных {\displaystyle n} верно неравенство {\displaystyle {\sqrt[{n}]{a_{n}}}\leqslant q}, где {\displaystyle 0<q<1}. Тогда можно записать {\displaystyle {a_{1}}\leq q}, {\displaystyle {\sqrt {a_{2}}}\leq q}, …, {\displaystyle {\sqrt[{n}]{a_{n}}}\leq q} , и так далее. Поскольку и {\displaystyle q}, и все члены последовательности {\displaystyle \{a\}} неотрицательны, систему неравенств можно переписать так: {\displaystyle {a_{1}}\leq q}, {\displaystyle {a_{2}}\leq {q^{2}}}, …, {\displaystyle {a_{n}}\leq {q^{n}}} , и так далее. Складывая первые {\displaystyle n} неравенств, получим {\displaystyle {a_{1}}+...+{a_{n}}\leq q+...+{q^{n}}}. Это означает, что {\displaystyle n}-я частичная сумма ряда меньше {\displaystyle n}-й частичной суммы убывающей геометрической прогрессии с начальным членом {\displaystyle q}. Сумма бесконечной убывающей геометрической прогрессии сходится, поэтому по признаку сравнения знакоположительных рядов исходный ряд тоже сходится.
2. Пусть {\displaystyle {\sqrt[{n}]{a_{n}}}\geq 1} (для всех натуральных {\displaystyle n}): тогда можно записать {\displaystyle a_{n}\geq 1}. Это означает, что модуль членов последовательности {\displaystyle \{a\}} не стремится к нулю на бесконечности, а значит, и сама последовательность {\displaystyle \{a\}} не стремится к нулю. Необходимое условие сходимости любого ряда не выполняется. Поэтому ряд расходится.
3. Пусть {\displaystyle {\sqrt[{n}]{a_{n}}}<1} для всех натуральных {\displaystyle n}. При этом не существует такого {\displaystyle q}, {\displaystyle 0<q<1}, что {\displaystyle {\sqrt[{n}]{a_{n}}}\leqslant q} для всех натуральных {\displaystyle n}. В этом случае ряд может как сходиться, так и расходиться. Например, оба ряда {\displaystyle \sum _{n=1}^{\infty }{\frac {1}{n}}} и {\displaystyle \sum _{n=1}^{\infty }{\frac {1}{n^{2}}}} удовлетворяют этому условию, причём первый ряд (гармонический) расходится, а второй сходится. Действительно, для ряда {\displaystyle \sum _{n=1}^{\infty }{\frac {1}{n}}} верно {\displaystyle {\sqrt[{n}]{|{a_{n}}|}}={\frac {1}{\sqrt[{n}]{n}}}={\left({\frac {1}{n}}\right)^{\frac {1}{n}}}<1} для любого натурального {\displaystyle n}, кроме {\displaystyle n=1}. В то же время, поскольку {\displaystyle \lim _{n\to \infty }{\sqrt[{n}]{a_{n}}}=1}, это означает, что для любого {\displaystyle q}, {\displaystyle 0<q<1} можно подобрать такое число {\displaystyle \varepsilon }, что {\displaystyle 1-\varepsilon >q} , и при этом, начиная с некоторого номера, все члены последовательности {\displaystyle \{b\}}, где {\displaystyle {b_{n}}={\sqrt[{n}]{a_{n}}}}, будут находиться на интервале {\displaystyle (1-\varepsilon ;1)}, то есть {\displaystyle {b_{n}}>q}. А это и означает, что не существует такого {\displaystyle q}, {\displaystyle 0<q<1}, что {\displaystyle {\sqrt[{n}]{a_{n}}}\leqslant q} для всех натуральных {\displaystyle n>1}. Эти рассуждения можно повторить и для второго ряда: точно также для всех {\displaystyle n>1} верно {\displaystyle {\sqrt[{n}]{|{a_{n}}|}}<1}, {\displaystyle \lim _{n\to \infty }{\sqrt[{n}]{a_{n}}}=1}. Но при этом второй ряд сходится.

## Примеры
1. Ряд
{\displaystyle \sum _{n=1}^{\infty }{\frac {n}{2^{n}}}}
сходится, так как выполняется условие предельной формы радикального признака теоремы Коши
{\displaystyle \lim _{n\to \infty }{\sqrt[{n}]{a_{n}}}={\frac {1}{2}}}
2. Рассмотрим ряд
{\displaystyle \sum _{n=1}^{\infty }{\left({\frac {n-1}{n+1}}\right)}^{n(n-1)}}
{\displaystyle \lim _{n\to \infty }{\sqrt[{n}]{a_{n}}}=\lim _{n\to \infty }{\left({\frac {n-1}{n+1}}\right)}^{n-1}=\lim _{n\to \infty }{\left(1-{\frac {2}{n+1}}\right)}^{n-1}=e^{-2}<1\Rightarrow }ряд сходится.